# 사람이야기, 모락모락
사람이야기, 모락모락은 매주 금요일 오전 11시에 KBS 1TV로 방송된 텔레비전 프로그램이다.

## 기획 의도
강원도의 과거와 현재, 미래를 관통하는 텔레비전 프로그램이다.

## 방송 시간
2013년 10월 30일에 사람이야기, 모락모락으로 제목이 변경되었다.
| 방송 채널 | 방송 기간                          | 방송 시간                             |
| --------- | ---------------------------------- | ------------------------------------- |
| KBS 2TV   | 2010년 5월 13일 ~ 2010년 8월 5일   | 매주 수요일 오후 2:00 ~ 2:55 (55분)   |
| KBS 1TV   | 2011년 7월 11일 ~ 2011년 9월 26일  | 매주 월요일 오후 4:10 ~ 5:00 (50분)   |
| KBS 1TV   | 2012년 1월 2일 ~ 2012년 6월 25일   | 매주 월요일 오후 4:10 ~ 5:00 (50분)   |
| KBS 1TV   | 2012년 10월 8일 ~ 2013년 4월 1일   | 매주 월요일 오후 4:10 ~ 5:00 (50분)   |
| KBS 1TV   | 2013년 11월 1일 ~ 2014년 4월 4일   | 매주 금요일 오후 4:00 ~ 4:55 (55분)   |
| KBS 1TV   | 2014년 4월 11일 ~ 2014년 12월 10일 | 매주 금요일 오전 11:00 ~ 11:55 (55분) |

## 구성
- 감자 셋 이야기
- 휴먼다큐
- 학교 다녀왔습니다

## 역대 진행자
현재 진행자는 2013년 10월 30일을 기준으로 한다.
- 1대 박대식, 김날해 : 2008.6.17 ~ 2008.11.4
- 2대 박대식,: 2008.11.11 ~ 2009.10.20
- 3대 윤석황, 김솔희 : 2009.10.27 ~ 2010.5.4
- 4대 윤석황 : 2010.5.13 ~ 2010.11.4
- 5대 이의선 : 2010.11.11 ~ 2011.2.24
- 6대 이의선, 정은숙 : 2011.3.10 ~ 2011.8.25
- 7대 이의선 : 2011.9.1 ~ 2012.12.19
- 8대 이의선, 이슬기 : 2013.1.2 ~ 2013.10.16
- 10대 이슬기, 김성희 : 2013.10.30 ~ 2013.11.27
- 11대 김서련, 김성희 : 2013.12.4 ~ 2014.3.26

## 같이 보기
- KBS춘천방송총국
- KBS 네트워크 특선